# Oxera neriifolia
Espèce
Classification phylogénétique
Oxera neriifolia est une espèce de plantes à fleurs de la famille des Verbenaceae selon la classification classique, ou des Lamiaceae selon la classification phylogénétique. 
Comme toutes les autres espèces d'Oxera, mise à part Oxera vanuatuensis, elle est endémique de la Nouvelle-Calédonie.

## Aspect et forme générale
Cette plante se rencontre sous forme de liane ou d'arbuste de 0,5 à 4 m de hauteur.

### Taille
Le tronc élancé peut atteindre 10 à 12 cm de diamètre.

### Écorce
L’écorce de cette plante est recouverte d’abondantes lenticelles brun foncé de 1 mm. C’est un caractère facile à reconnaître, commun à toutes les espèces du genre Oxera.

### Feuilles
Les feuilles sont étroites et allongées, elles mesurent 1,5-2 cm de large pour 5 cm de long. Elles sont placées de manière alternée le long des branches. Coriaces, vert mat à vert clair brillant sur les 2 faces, leur limbe diminue de taille vers le haut.

### Fleurs
Deux types de fleurs coexistent, l'une à corolle entièrement blanche et inodore (voir illustration), l'autre très parfumée et dont la corolle présente des lobes postérieur et latéraux jaune pâle ou vert jaunâtre. Ces fleurs rappelant une orchidée mesurent environ 10 cm de long. Les étamines, insérées dans la partie supérieure du tube, ne dépassent guère de la corolle et sont garnies de nombreux petits poils glanduleux de moins de 0,5 mm, ce qui permet de distinguer cette espèce de ses voisines O. glandulosa et O. oreophila.

### Reproduction
La floraison a lieu toute l'année, certains individus étant en fleurs pendant plus de 2 mois, et le nectar est très apprécié des oiseaux et papillons néo-calédoniens. Les fleurs apparaissent le long de la tige et sont groupées en grappes. Les fruits sont ovales, assez petits (2 à 3 cm) et de couleur jaune pâle à jaune clair à maturité. Ils ont été récoltés de juin à novembre et sont notamment consommés par l'étourneau calédonien Aplonis striatus. Les graines sont lisses, blanches et de taille 12,5 × 6 × 4 mm.

## Répartition
Répandue sur l'ensemble de la Grande Terre, O. neriifolia pousse sur divers substrats dans les forêts sèches et les maquis jusqu'à 1000 m d'altitude.

## Usages
Elle est utilisée pour la restauration végétale des sites miniers calédoniens grâce à sa bonne tolérance aux fortes concentrations de nickel et sa croissance rapide.
Elle est également l'objet d'une valorisation horticole récente de la part de la station SRMH de l'Institut Agronomique Calédonien (fiche de culture téléchargeable) pour son attractivité florale et sa culture facile.

## Synonyme
- Maoutia neriifolia Montrouz.